# Myrmica orientalis
Myrmica orientalis är en myrart som beskrevs av Vladimir Aphanasjevich Karavaiev 1926. Myrmica orientalis ingår i släktet rödmyror, och familjen myror. Inga underarter finns listade i Catalogue of Life.